# 渡辺智樹
渡辺 智樹（わたなべ ともき、1952年3月9日 -  ）は、日本の経営者。百十四銀行頭取を務めた。

## 来歴・人物
香川県出身。1974年に京都大学経済学部を卒業し、同年4月に百十四銀行に入行した。2004年6月に取締役に就任し、2006年6月に常務、2008年6月に専務を経て、2009年6月に頭取に就任。2017年4月に会長に就任し、2018年11月には相談役に就任。